# Relazioni BEA sul Volo Air France 447

## La relazione intermedia del 2 luglio 2009

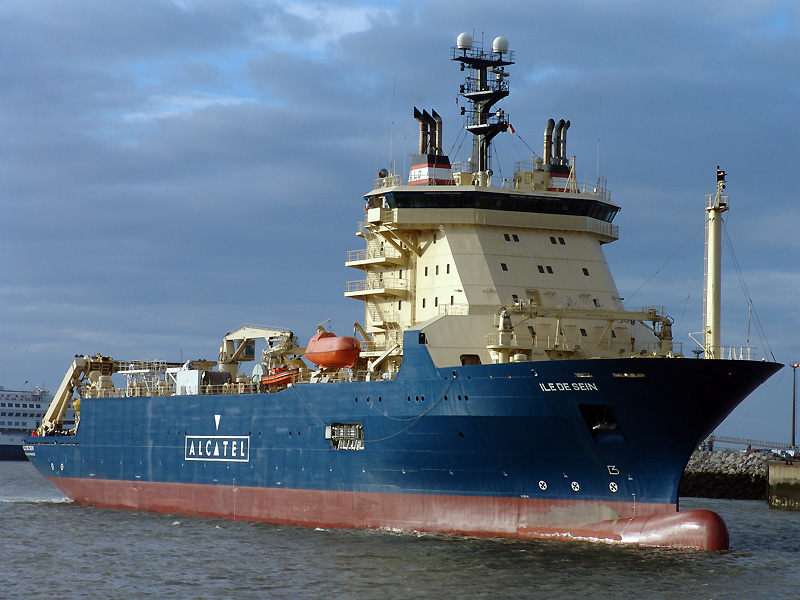
La nave Île de Sein, assegnata per aiutare nel recupero dei materiali dal fondo dell'oceano.

Il 2 luglio 2009, il BEA pubblicò un primo rapporto intermedio, che descrisse tutti i fatti noti ed una sintesi dell'esame visivo del timone e delle altre parti del velivolo che vennero recuperate in quei giorni.
Da tale rapporto emerse che:
- L'aereo colpì la superficie dell'oceano con un assetto di volo normale, ma con un tasso di discesa elevatissimo[1];
- Non vi furono segni di incendi o di esplosioni;
- L'aereo non si ruppe in volo ma solamente al momento dell'impatto con la superficie oceanica[2].

## La relazione intermedia del 17 dicembre 2009
Il 17 dicembre 2009, il BEA pubblicò un secondo rapporto intermedio, che integrò le considerazioni esposte nel rapporto del precedente mese di giugno, sottolineando che:
- L'aereo si è schiantato nell'oceano in una posizione quasi orizzontale, con il muso leggermente inclinato verso l'alto.
- Il programma di volo dell'aereo era in configurazione di crociera al momento dell'incidente.
- Prima dell'impatto non vi fu alcuna perdita di pressione nella cabina di pilotaggio.
- Al momento dell'incidente non vi era in atto alcun preparativo per un ammaraggio.

## La relazione intermedia del 27 maggio 2011
Il 27 maggio 2011, il BEA rilasciò una breve relazione di quattro pagine su alcuni risultati delle scatole nere, senza però fornire alcuna conclusione. Comunicò inoltre che una prima relazione esauriente sull'analisi dei dati era fissata per la fine di luglio.
La relazione rilevò che:

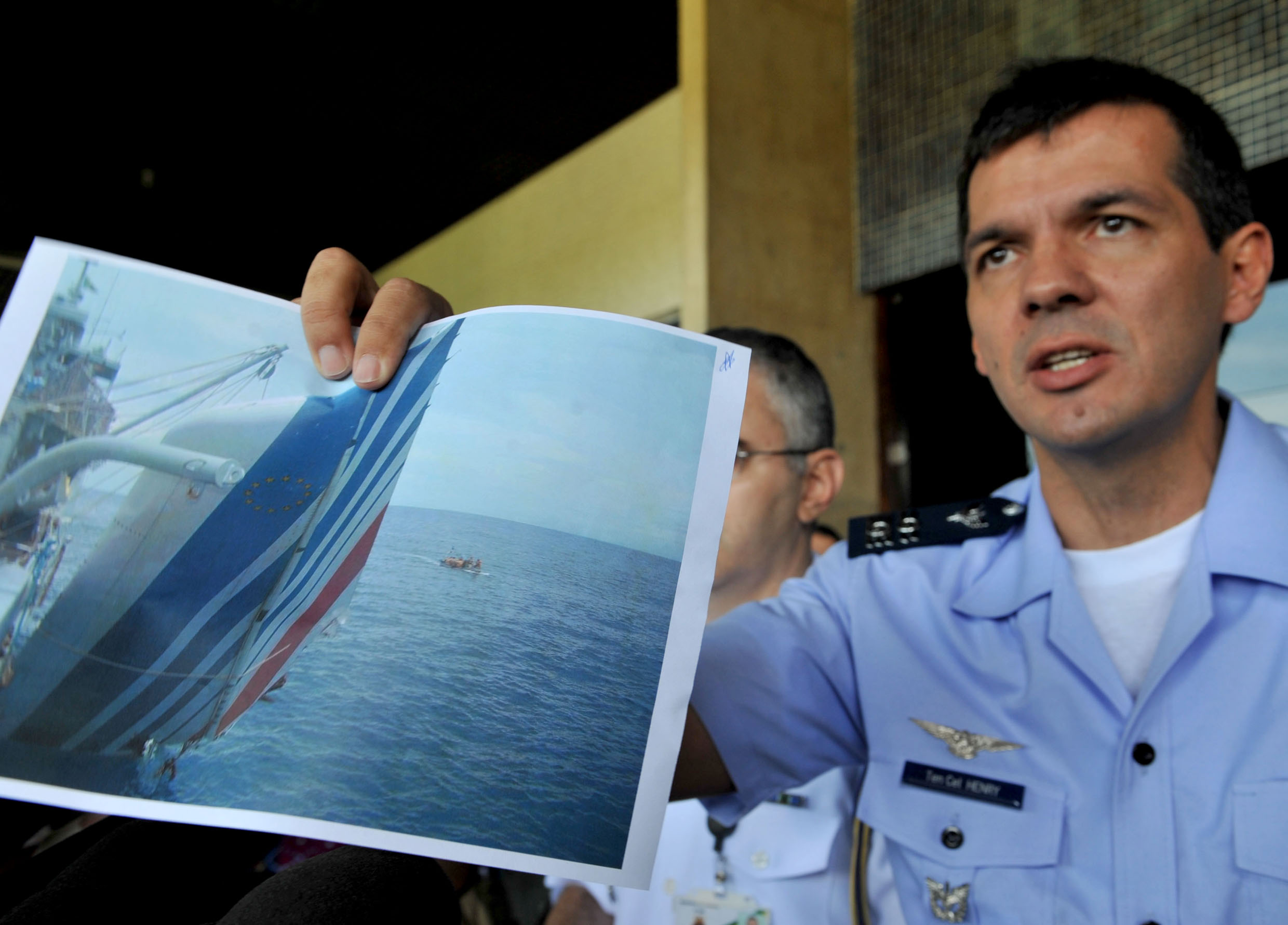
Il tenente colonnello Henry Munhoz mostra una fotografia che riprende il momento in cui parte dell' Airbus A330 viene recuperato dall'oceano.

- La composizione dell'equipaggio ha rispettato le procedure dettate della compagnia aerea.
- Al momento dell'incidente il peso ed il baricentro dell'aeromobile erano nel rispetto dei limiti imposti.
- Al momento dell'incidente, i due co-piloti erano nella cabina di guida ed il capitano, che era in fase di riposo, era rientrato in cabina di pilotaggio 1 minuto e 30 secondi dopo lo spegnimento del pilota automatico e 2 minuti e 50 secondi prima dello schianto dell'aereo nell'oceano.
- C'era una contraddizione tra le informazioni visualizzate sul display dei due co-piloti. Questa incongruenza è durata meno di un minuto ma ha portato alla disconnessione del pilota automatico. Poco dopo il co-pilota Bonin ha dovuto assumere i controlli di volo in modalità alternate law.
- Dopo il disinserimento del pilota automatico l'aereo salì all'altitudine di 38 000 piedi e successivamente si inserì l'allarme di stallo e l'aereo iniziò la discesa.
- L'intervento del co-pilota Bonin consisteva principalmente nella manovra di cabraggio del velivolo.
- La discesa dell'aereo è durata 3 minuti e 30 secondi, ed il velivolo era in situazione di stallo durante tutta la discesa.
- I motori sono stati sempre funzionanti e hanno sempre risposto ai comandi dei membri dell'equipaggio.
- Gli ultimi valori rilevati hanno mostrato un'inclinazione di 5,3 gradi verso sinistra ed una velocità di discesa di circa 200 km/h.
- Le registrazioni sono terminate alle 02:14:28 UTC.

La quarta pagina del rapporto mostra il percorso di volo da Natal, è una descrizione dettagliata della traiettoria per gli ultimi 6 minuti di volo.

## La relazione intermedia del 29 luglio 2011

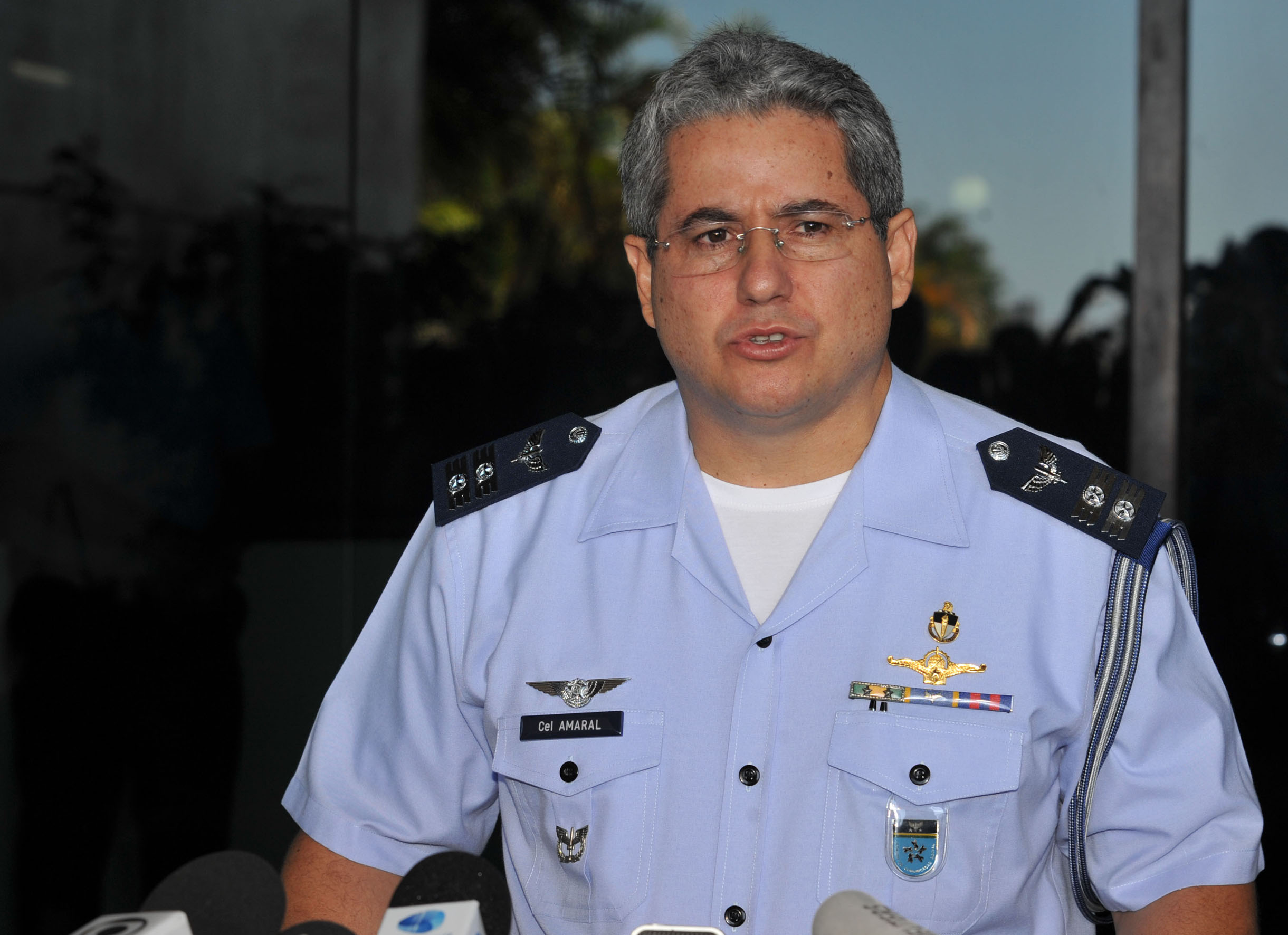
Il colonnello Jorge Amaral, durante un'intervista sul caso del volo AF 447.

Il 29 luglio 2011, il BEA ha pubblicato un terzo rapporto intermedio, nel quale ha reso noti i primi risultati delle indagini che seguono l'analisi delle scatole nere. Secondo l'ente, la colpa del disastro è da attribuirsi al guasto dei sensori di velocità Pitot, che si sono congelati ad alta quota, unitamente all'incapacità dei piloti di fronteggiare la situazione, dovuta al loro scarso addestramento per il tipo di emergenza, che non avrebbero così compreso in tempo che l'aereo era andato in stallo.
In particolare è stato stabilito che:
- I piloti non applicarono la procedura di velocità inaffidabile.
- Il pilota che aveva il controllo aumentò l'angolo di attacco causando una rapida salita dell'aereo.
- I piloti non notarono che l'aereo raggiunse la sua altitudine massima ammissibile.
- L'avviso di stallo suonò ininterrottamente per 54 secondi, in seguito si inserì e disinserì più volte durante la discesa.
- I piloti non commentarono l'avvertimento di stallo e apparentemente non si resero conto che l'aereo era in fase di stallo.
- Nonostante il fatto che i piloti fossero consapevoli che l'altezza era in rapido declino, non furono in grado di determinare quali strumenti fossero affidabili e quali no: può essersi presentata davanti a loro l'evidenza che tutti i valori erano incoerenti.

Il BEA ha convocato un incontro con esperti di medicina aeronautica per studiare il motivo per cui i piloti hanno reagito in quel modo. Ad essi viene infatti attribuita l'inadeguatezza dei comandi impartiti all'aeromobile in seguito alla disattivazione del pilota automatico dovuta al guasto del sensore; ciò ha fatto sì che l'aereo precipitasse di 11.500 metri in tre minuti. L'Air France tuttavia ha preso le difese dei propri piloti, sostenendo che il guasto è prima di tutto meccanico, il fattore umano viene solo dopo.

## La relazione finale del 5 luglio 2012

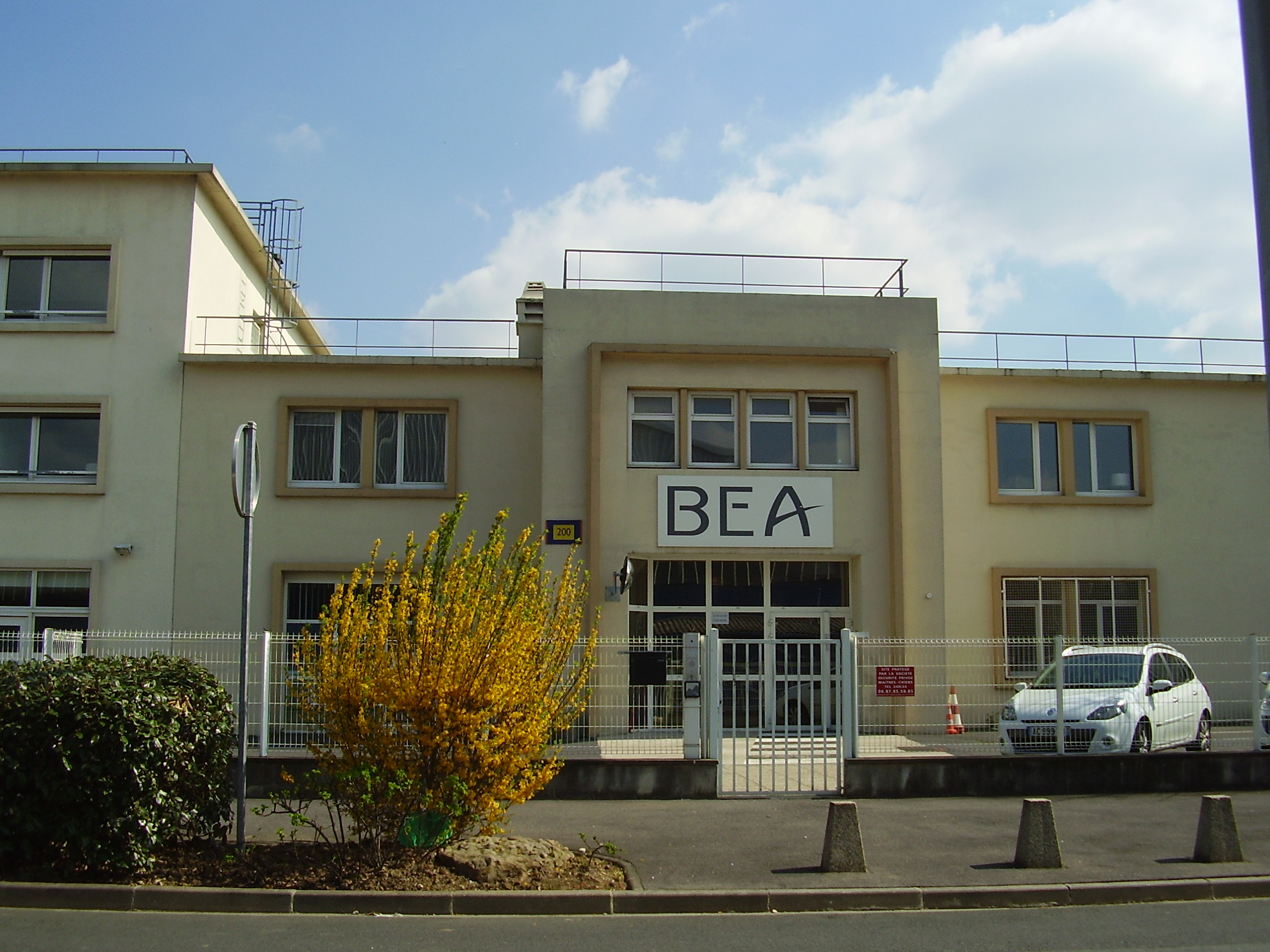
La sede del BEA a Le Bourget.

Il 5 luglio 2012, il BEA ha presentato la sua relazione finale, confermando i risultati delle relazioni preliminari ed intermedie e fornendo ulteriori dettagli e venticinque nuove raccomandazioni per migliorare la sicurezza dei voli in futuro. In essa, l'agenzia sottolinea che la tragedia è stata causata da un mix fatale di errori del pilota in concomitanza con problemi tecnici dovuti al congelamento dei sensori di velocità. Secondo il rapporto, i tubi di Pitot, ostruiti dal ghiaccio, indicarono dei valori errati riguardo alla velocità dell'aereo, e in conseguenza di ciò vi furono diversi errori di valutazione della situazione da parte dei piloti, il tutto aggravato dall'assenza del capitano Marc Dubois in cabina di pilotaggio, al momento dell'emergenza. Il direttore del BEA, Jean-Paul Troadec ha così riassunto la vicenda del volo AF 447: "Questo incidente è il risultato di un insieme di problemi tecnici dell'aereo, che ne hanno impedito il suo normale funzionamento, e di una squadra di piloti che non aveva compreso la situazione di emergenza creatasi". L'associazione dei piloti in Francia si è espressa contro la relazione, dicendo che l'equipaggio non può essere imputato come responsabile principale della tragedia.
Secondo la relazione l'incidente è stato provocato dalla successione dei seguenti eventi:
- Incoerenza tra le misure di velocità, dovuta all'ostruzione delle sonde Pitot da parte di cristalli di ghiaccio che, in particolare, hanno causato la disconnessione del pilota automatico e la riconfigurazione del programma di volo in modalità alternate law;
- Applicazione di procedure inappropriate da parte dei piloti in seguito alle incoerenze dei dati della velocità, che destabilizzarono il percorso di volo;
- Mancanza di interventi opportuni da parte dell'equipaggio per supplire alla perdita di velocità;
- Identificazione tardiva da parte del co-pilota PNF dell'opportuna deviazione dalla traiettoria di volo a causa delle formazioni temporalesche ed insufficiente correzione della traiettoria stessa applicata dal co-pilota PF;
- Identificazione tardiva da parte del comandante Dubois e del co-pilota Robert dell'errore del co-pilota Bonin, che era in cabrata durante tutta la fase di discesa dell'aereo;
- Mancata identificazione da parte di tutti e tre i piloti della fase di stallo in cui era incorso l'aereo e mancata adozione di opportune manovre che avrebbero potuto recuperare lo stallo.

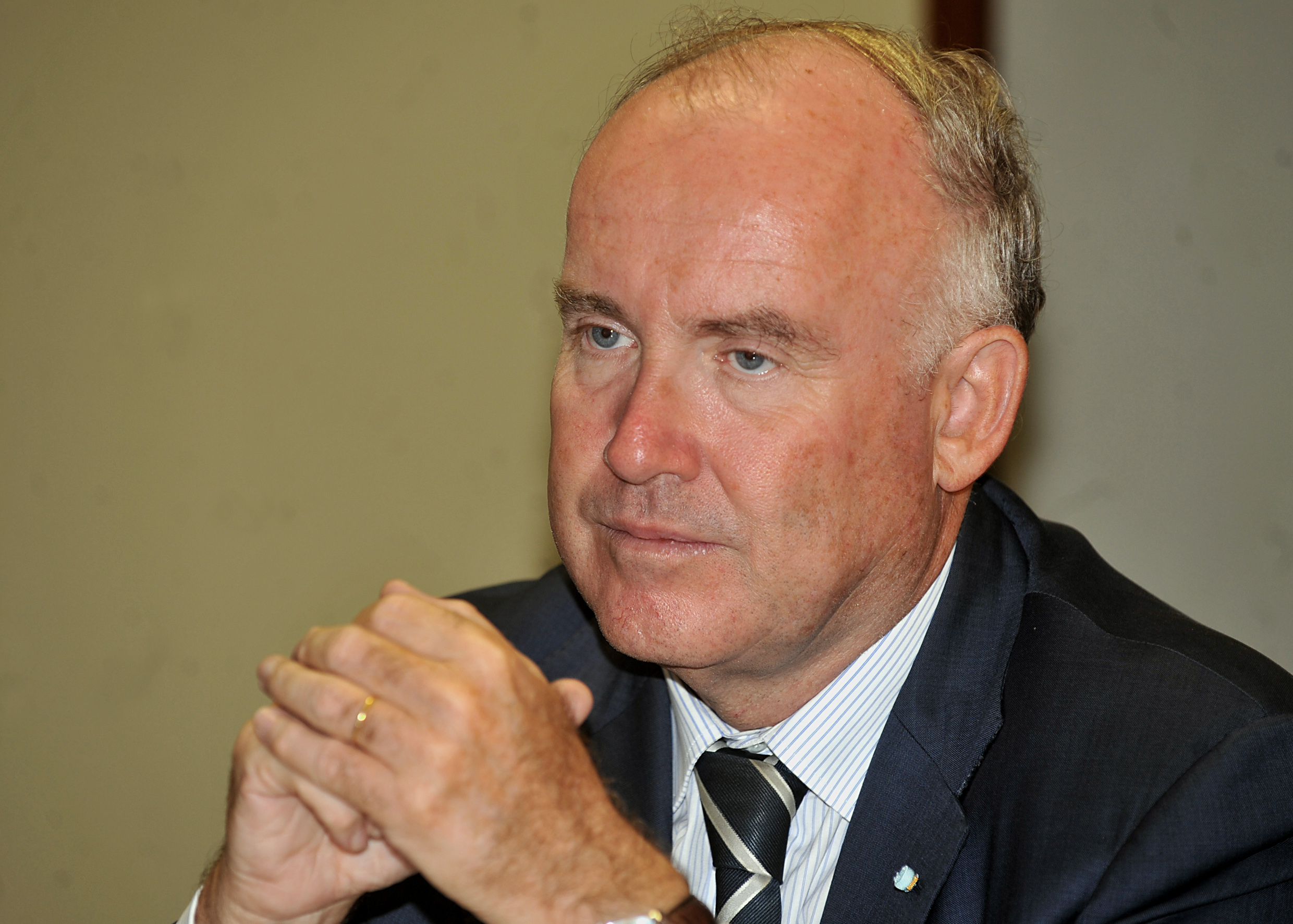
Il ministro dei Trasporti francese, Dominique Bussereau.

Tali eventi possono essere spiegati da una combinazione dei seguenti fattori:
- I meccanismi di feedback da parte di tutti gli interessati hanno reso impossibile l'applicazione della procedura di rimedio alla perdita di velocità;
- L'assenza di qualsiasi formazione, ad alta quota, nella gestione manuale dell'aereo e nella procedura di "volo con velocità inesatta";
- Incomprensione della situazione creatasi al momento della disconnessione del pilota automatico;
- Cattiva gestione della catena di eventi creatasi negli ultimi minuti del volo, che ha generato un fattore di grande carica emotiva per i due copiloti;
- Mancanza di un chiaro display nella cabina di guida indicante le incongruenze individuate dai computer;

La causa della mancata considerazione dell'equipaggio riguardo l'avviso di stallo, potrebbe essere dovuta a:
- Errore di identificazione dell'avviso sonoro, a causa di altri avvisi e allarmi vari attivatisi contemporaneamente;
- Interpretazione di possibili anomalie transitorie all'inizio degli eventi che hanno portato all'incidente;
- Mancanza di informazioni visive che avrebbero potuto confermare lo stallo e la perdita della velocità;
- Possibile confusione con una situazione opposta di eccesso di velocità, dovuta alla mancanza di ogni riferimento sensoriale;
- Indicazioni errate da parte del comandante (che non era ai comandi ma in piedi dietro i co-piloti) che possono aver portato i due co-piloti a credere che le loro azioni erano adeguate, anche se non lo erano;
- Difficoltà nel riconoscere e comprendere le implicazioni di una riconfigurazione del programma di volo in modalità alternate law;